# جورج جقمان
جورج جقمان هو أكاديمي ومفكر فلسطيني، يُعد جورج من أبرز المثقفين الفلسطينيين في مجالات الفكر السياسي والنقدي في السياق العربي، ساهم بشكل واسع في تطوير الفكر السياسي والاجتماعي في فلسطين وتميز بتحليلاته النقدية للنيوليبرالية وسياسات الدولة، وأطروحات ما بعد الحداثة، له حضور بارز في النقاشات الفكرية حول القضية الفلسطينية وسبل مقاومة الاحتلال الإسرائيلي. يشغل منصب مدير عام مؤسسة الدراسات الفلسطينية منذ عام 2020.

## النشأة والتعليم
ولد جورج في مدينة بيت لحم في الضفة الغربية. حصل على شهادة البكالوريوس من الجامعة الأمريكية في بيروت، ثم أكمل بعدها الماجستير في الفلسفة بالجامعة نفسها، ونال درجة الدكتوراه من جامعة نيويورك.

## المسيرة الأكاديمية والمهنية
انضم جورج جقمان إلى هيئة التدريس في جامعة بيرزيت ودرّس فيها الفلسفة الغربية، والفكر السياسي والمنطق، وأشرف على العديد من رسائل الماجستير والأبحاث العلمية، وكان عميد كلية الأداب وعميد مؤسس لكلية الدراسات العليا في الجامعة ودرّس برنامج ماجستير الديمقراطية وحقوق الإنسان والدراسات العربية المعاصرة. شغل منصب مدير عام مؤسسة الدراسات الفلسطينية.

## الأعمال
شارك جورج جقمان بالكثير من الأعمال منها:
- كتاب انتفاضة 1987: تحول شعب
- مجلة بعنوان ما الذي دعى حماس إلى الهجوم في السابع من اكتوبر؟[8]
- كيف تُضِرب منظمة التحرير ضد نفسها [9]